# The Codicil
The Codicil è un cortometraggio muto del 1912 diretto da Warwick Buckland. Il film è considerato perduto.

## Trama
Un nonno, prima di morire, riesce a sventare i piani di una coppia che vuole impadronirsi delle sue sostanze, rendendo pubblico il suo testamento.

## Produzione
Si conoscono pochi dati del film che, prodotto dalla Hepworth, fu distrutto nel 1924 dallo stesso produttore, Cecil M. Hepworth. Fallito, in gravissime difficoltà finanziarie, il produttore pensò in questo modo di poter almeno recuperare il nitrato d'argento della pellicola.
Il film fu prodotto dalla Hepworth.

## Distribuzione
Distribuito dalla Hepworth, il film - un cortometraggio di una bobina - uscì nelle sale cinematografiche britanniche il 9 dicembre 1912.